# Ravena (Nueva York)
Ravena es una villa ubicado en el condado de Albany en el estado estadounidense de Nueva York. En el año 2000 tenía una población de 3,369 habitantes y una densidad poblacional de 971 personas por km².

## Geografía
Ravena se encuentra ubicada en las coordenadas 42°28′35″N 73°48′51″O / 42.47639, -73.81417.

## Demografía
Según la Oficina del Censo en 2000 los ingresos medios por hogar en la localidad eran de $42,875, y los ingresos medios por familia eran $54,875. Los hombres tenían unos ingresos medios de $40,351 frente a los $26,865 para las mujeres. La renta per cápita para la localidad era de $20,145. Alrededor del 8.9% de la población estaban por debajo del umbral de pobreza.